# Daisy Ashford
Margaret Mary Julia Devlin, née Ashford le 3 avril 1881 et morte le 15 janvier 1972, connue sous le nom de Daisy Ashford, est une écrivaine anglaise célèbre pour avoir écrit The Young Visiters (Les Jeunes visiteurs), un roman court sur la société des classes supérieures de la fin du XIXe siècle en Angleterre alors qu'elle n'a que neuf ans. La nouvelle est publiée en 1919, préservant son orthographe et sa ponctuation juvéniles. Elle écrit le titre « Viseters » dans son manuscrit, mais il est publié en tant que « Visiters ».

## Biographie

### Petite enfance et éducation
Elle est née à Petersham, dans le Surrey, fille d'Emma Georgina Walker et de William Henry Roxburgh Ashford, et fait ses études à la maison avec ses sœurs Maria Veronica « Vera » (née en 1882) et Angela Mary « Angie » (née en 1884),.

### Carrière
À l'âge de quatre ans, Daisy dicte à son père sa première histoire, The Life of Father McSwiney, qui sera publiée en 1983 avec une préface de J. M. Barrie. De 1889 à 1896, elle et sa famille habitent au 44 St. Anne's Crescent à Lewes, où elle écrit The Young Visiters. Le livre deviendra une comédie musicale en 1968 et sera tourné deux fois sous forme de film, en 1984 et en 2003. Traduit en français, il sera préfacé par Jean Cocteau.

Elle écrit plusieurs autres histoires ; une pièce de théâtre, A Woman's Crime ; et un autre roman, The Hangman's Daughter, qu'elle considère comme son meilleur roman. La plupart de ses textes, écrits entre l'âge de 7 ans et l'âge de 15 ans sont perdus. 

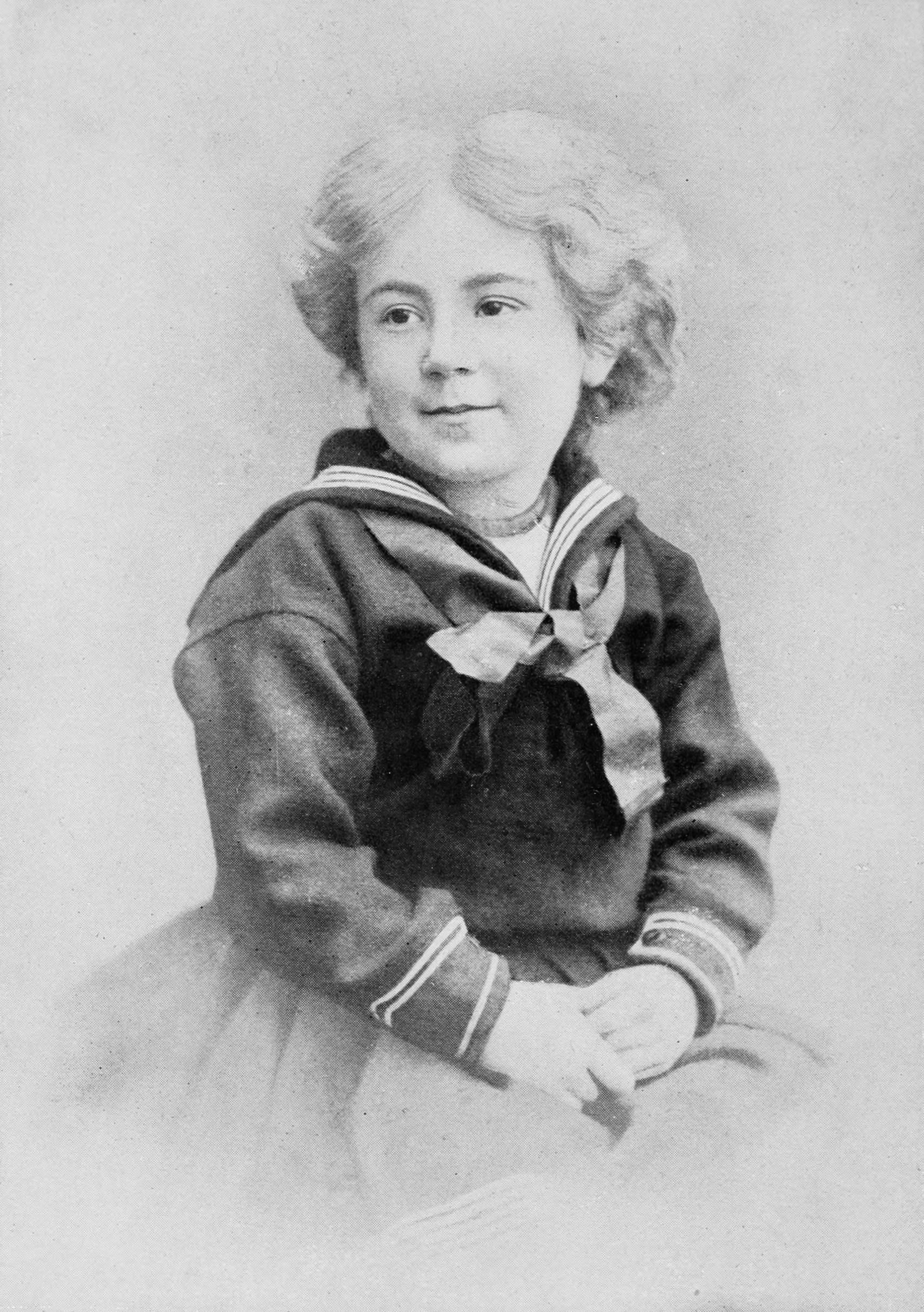
Daisy Ashford enfant

Elle cesse d'écrire pendant son adolescence. En 1896, la famille déménage dans la région wallonne de Lewes. En 1904, elle déménage avec sa famille à Bexhill, puis à Londres où elle exerce les fonctions de secrétaire. Elle dirige également une cantine à Douvres pendant la Première Guerre mondiale. Lors de sa publication en 1919, The Young Visiters est un succès immédiat et plusieurs de ses autres histoires paraissent en 1920. La même année, elle épouse James Devlin et s'installe dans le Norfolk, où elle dirige l'hôtel King's Arms à Reepham. Elle n’écrit aucune autre histoire au cours des dernières années, bien qu’elle ait commencé une autobiographie qu’elle finit par détruire.

### Mort
Elle meurt le 15 janvier 1972 à Norwich, en Angleterre, et est enterrée au cimetière Earlham Road de Norwich.

## Hommages
- Une plaque commémorative est apposée sur la Southdown House sur St. Crescent Street près de la mairie à Lewes[4].

## Écrits publiés
- The Young Visiters, or, Mr Salteena's Plan, Londres : Chatto et Windus, 1919. Les jeunes visiteurs, traduction française de Olivier Gadet, Grenoble : Éditions Cent Pages, 2021  (ISBN 978-2-9163-9076-5)
- Daisy Ashford: Her Book: A Collection of the Remaining Novels, Londres : George H. Doran and Company, 1920
- Love and Marriage: Three Stories, Londres : Hart-Davis, 1965
- Where Love Lies Deepest, Londres : Hart-Davis, 1966
- The Hangman's Daughter and Other Stories, Oxford University Press 1983 (inclut The Life of Father McSwiney)